# Conrad III d'Oleśnica
Conrad III, dit « l'Ancien » (Konrad III Stary en polonais) est un prince polonais de la dynastie Piast né vers 1354/1359 et mort le 28 décembre 1412. Il est duc d'Oleśnica, Koźle, et de la moitié de Bytom et de Ścinawa à partir de 1377, associé jusqu'en 1403 avec son père et corégent.

## Biographie
Conrad III est le fils unique du duc d'Oleśnica Conrad II le Gris et de son épouse Agnès, fille du duc Casimir Ier de Cieszyn.
En 1377 son père le désigne comme corégent de ses domaines comme son fils unique et héritier. On possède peu d'information sur son règne personnel qui débute en 1403 après la mort de son père Conrad II.
Conrad III, qui n'avait pas d'autres frères et sœurs, hérite de la totalité de ses biens. En 1410, il combat avec son fils Conrad VII aux côtés des Chevaliers Teutoniques lors de la Bataille de Grunwald, où Conrad VII est capturé par les Polonais. En 1411 Conrad III et son fils aîné, Conrad IV, participent à la conclusion de la première Paix de Toruń. Après un règne relativement court de seulement neuf ans, il meurt en 1412. Ses fils gèrent d'abord ensemble leur héritage. Comme le fils aîné Conrad IV et le troisième Conrad VI entreprennent du carrière ecclésiastique et que Conrad VIII devient chevalier de l'Ordre Teutonique en 1417, Conrad V. dit le Kantner et Conrad VII dit le  le Blanc continuent à gouverner ensemble.

## Union et postérité
Conrad III épouse vers 1380 Judith (morte le 26 juin 1416), connue également sous le nom de Jutta ou Guta, d'origine inconnue qui lui donne sept enfants dont cinq fils homonymes :
- Conrad IV « l'Ainé » (vers 1384 – 9 août 1447) ;
- Conrad V « Kantner » (vers 1385 – 10 septembre 1439) ;
- Conrad VI « le Doyen » (vers 1391 – 3 septembre 1427) ;
- Conrad VII « le Blanc » (après 1396 – 14 février 1452) ;
- Conrad VIII « le Jeune » (après 1397 – avant le 5 septembre 1444) ;
- Euphémie (vers 1404 – 27 novembre 1442), épouse d'abord le 14 janvier 1420 l'électeur Albert III de Saxe-Wittemberg, puis en 1432 le prince Georges Ier d'Anhalt-Dessau ;
- Hedwige (vers 1405/1416 ? – vers le 25 juin 1454), épouse vers 1430 le duc Henri IX l'Ancien de Głogów.

## Articles liés
- Duché de Silésie
- Duché d'Œls
- Liste des ducs d'Œls

## Sources
- (en) Dukes of Oels (Oleśnica) 1366-1492 (Piast) sur site Medieval Lands consulté le 22 juin 2014.

- (de) Cet article est partiellement ou en totalité issu de l’article de Wikipédia en allemand intitulé « Konrad III. (Oels) » (voir la liste des auteurs), édition du 22 juin 2014.
- (de) Europäische Stammtafeln Vittorio Klostermann, Gmbh, Francfort-sur-le-Main, 2004  (ISBN 3465032926),  Die Herzoge von Öls und Wohlau †1492 des Stammes der Piasten  Volume III Tafel 14.
- (en) & (de) Peter Truhart, Regents of Nations, K. G Saur Münich, 1984-1988 (ISBN 359810491X), Art. « Oels + Bernstadt, Kosel, Wartenberg »  p. 2.453